# Barbara Pompili

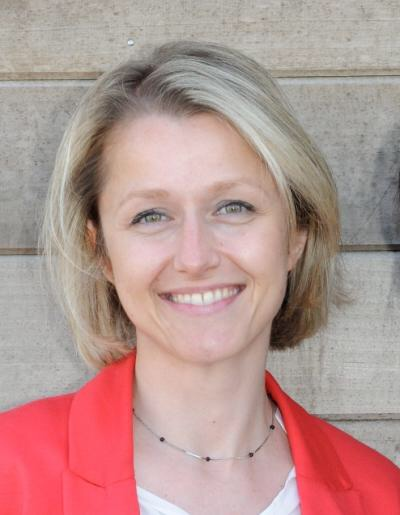
Barbara Pompili (2014)

Barbara Pompili (* 13. Juni 1975 in Bois-Bernard, Département Pas-de-Calais) ist eine französische Politikerin. Sie ist Mitglied der grünen Partei Parti écologiste und von La République en Marche sowie ehemalige Abgeordnete der französischen Nationalversammlung. Von Februar 2016 bis Mai 2017 war sie Staatssekretärin für Biodiversität. Von 2020 bis 2022 war sie französische Umweltministerin im Kabinett Castex.

## Leben
Barbara Pompili wuchs im Département Pas-de-Calais auf und machte einen Abschluss am Institut d’études politiques (Sciences Po) in Lille. Im Jahr 2000 wurde sie Mitglied von Les Verts, der französischen Grünen Partei, die 2010 in Europe Écologie-Les Verts (EELV) aufging. Von 2002 bis 2007 arbeitete sie als parlamentarische Assistentin von Yves Cochet.
Sie wurde 2012 als Abgeordnete des 2. Wahlkreises des Départements Somme in die französische Nationalversammlung gewählt. Dort war sie von 2012 bis 2015 zusammen mit François de Rugy Ko-Vorsitzende der grünen Fraktion. Als Befürworterin einer Rückkehr ihrer Fraktion in die Regierung verließ sie im September 2015 die Partei EELV, blieb aber in der grünen Fraktion, die sie anschließend zusammen mit Cécile Duflot leitete. Im folgenden Jahr wurde sie Mitglied der von Rugy gegründeten ökologischen Partei Parti écologiste, die sich stärker zur politischen Mitte orientierte und der der Kurs von EELV zu links war. Am 11. Februar 2016 wurde Pompili im Kabinett von Manuel Valls zur Staatssekretärin für internationale Beziehungen zum Klima und für Biodiversität im Umweltministerium (unter Ségolène Royal). Diese Position behielt sie auch im Kabinett Cazeneuve.
Im Vorfeld der Präsidentschaftswahl 2017 unterstützte sie zunächst die Bewerbung François de Rugys um die Kandidatur des Mitte-links-Lagers, die jedoch scheiterte. Daraufhin sprach sie sich für Emmanuel Macron aus, der die Wahl schließlich gewann. Wie de Rugy schloss sich Pompili der neuen Präsidentenpartei La République en Marche an und wurde für diese im Juni 2017 erneut in die Nationalversammlung gewählt. Dort war sie Vorsitzende des Ausschusses für nachhaltige Entwicklung und Raumplanung, bis sie am 6. Juli 2020 das Amt der Ministerin für den ökologischen Übergang antrat.